# Pierabech
Pierabech è la località più settentrionale del Friuli-Venezia Giulia, situata 3 km a nord del comune di Forni Avoltri (provincia di Udine), cui appartiene amministrativamente, molto vicina (4–5 km) sia al confine con il Veneto (a ovest) che a quello con la Carinzia (Austria) a nord, ad un'altitudine di 1060 m, nei pressi delle sorgenti del torrente Degano.

## Storia
Fin dal Medioevo l'economia del luogo si è retta essenzialmente sull'attività estrattiva di minerali (argento, rame, ferro) dai monti circostanti, soprattutto il monte Avanza e soprattutto le cave di marmo da cui si ricavava e si ricava tuttora una varietà di particolare pregio che, per il delicato colore rosa-violaceo delle sue macchie, è chiamata "fior di pesco carnico" ed è utilizzata in edilizia sia in Italia che all'estero. Una rapida accelerazione dello sviluppo locale si ebbe a partire dal 1859, quando vi venne costruito il complesso che comprendeva il grande caseggiato per gli uffici delle miniere del monte Avanza con camere e cameroni sottotetto, il basso edificio della cucina con mensa annessa, le baracche per la legna e i magazzini: nel 1879 la Società Veneta Montanistica vi impiegava ben 400 operai.
Teatro di operazioni belliche durante la prima guerra mondiale, vi si trovano ancora trincee, fortificazioni e un piccolo ex-cimitero militare della "Grande guerra" restaurato nel 1995. Abbandonata al degrado dopo la chiusura delle miniere (verificatasi, con alterne vicende, fra il 1939 e il 1943) e con la sola cava di marmo a reggere l'economia locale, negli anni sessanta Pierabech ha ripreso vita dopo essere divenuta sede di alcuni centri estivi per ragazzi e nel 1972 vi è stato aperto anche lo stabilimento Goccia di Carnia per l'imbottigliamento dell'acqua minerale proveniente dalle sorgenti del rio Flèons, che forma poi il torrente Degano.

## Natura e turismo
Oggi Pierabech è il punto di partenza per numerose escursioni sia ai rifugi in quota sia per percorsi panoramici sui monti della zona (Alpi Carniche) e rientra inoltre nell'oasi faunistica di Bordaglia-Flèons. Istituita dalla regione Friuli nel 1968, l'area protetta si estende su oltre 2.300 ettari di terreno, comprende il lago Bordaglia e vanta esemplari di un po' tutte le specie alpine (dall'orso bruno al cinghiale, alla lince, ai classici caprioli, cervi e camosci), ma è soprattutto il rifugio ideale per animali selvatici come ermellini, marmotte, galli cedroni, pernici bianche e aquile reali che raramente sono visibili in altre zone alpine e che qui hanno trovato il loro habitat naturale.